# 令狐澄
令狐澄（?—?），唐代官員。宜州华原（今陕西耀州）人。
令狐綯從弟令狐緘之子。進士登第，歷任浙江西道觀察使，乾符年間官至中書舍人。工書法，咸通二年（861年）有《登白樓賦》。著有《貞陵遺事》一卷。